# Strade provinciali della provincia della Gallura Nord-Est Sardegna
Questo è un elenco delle strade provinciali presenti sul territorio della ex provincia di Olbia-Tempio (con LR 2/2016 è stata parte della ex provincia di Sassari), e ora di competenza della provincia della Gallura Nord-Est Sardegna.

## SP 1 - SP 99
- SP 4M Sopraelevata Nord di Olbia di allacciamento del Porto alla viabilità esterna
- SP 9 Tempio Pausania - Nuchis - SS 127
- SP 10 SS 127 (stazione Luras) - Luras - SS 133
- SP 10M Osaspera - Buddusò
- SP 13M Fiume Coghinas - Badesi
- SP 14 Arzachena - Luogosanto
- SP 14M Sopraelevata Sud di Olbia di allacciamento del Porto alla viabilità esterna
- SP 24 Olbia - Loiri - Azzanì - Padru
- SP 27 Cantoniera Padulu - Aggius
- SP 35 SS 127 (La Fumosa) - Bortigiadas
- SP 37 Oschiri
- SP 38 SS 427 (La Maciona/Maccia Manna) - Prìatu - Olbia (Monte Pinu)
- SP 38bis SS 127 - Riu Piatu
- SP 53 La Maddalena
- SP 59 della Costa Smeralda Mulino - Santa Teresina - Porto Cervo - Baja Sardinia - Mulino
- SP 62 Staz. Berchidda - Berchidda
- SP 74 Aggius - Trinità d'Agultu - Badesi
- SP 79 Loiri - Berchiddeddu
- SP 82 Olbia - Golfo Aranci (Pittulongu)
- SP 90 Badesi - Santa Teresa Gallura
- SP 91 La Maddalena
- SP 95 Alà dei Sardi - Piras - Fiume Posada
- SP 98 SS133 (Capannaccia) - Porto Pollo
- SP 99 SP 125 - Marinella

## SP 100 - SP 199
- SP 107 Buddusò - Osidda
- SP 110 Padru - Sitagliacciu
- SP 114 Guardia Vecchia - Li Colmi
- SP 115 Arzachena - Bassacutena
- SP 136 Luras - Diga Liscia - SS 427 (La Maciona)
- SP 138 Berchidda - Calangianus (Cant. Larai)
- SP 139 San Giacomo - Lu Palazzu
- SP 136 Luras - Diga Liscia - Riu Piatu - SS 427 (La Maciona/Maccia Manna)
- SP 145 Berchiddeddu - Sa Castanza - Lu Mulinu - Trainu Moltu - diramazione n. 1 per Mamusi - Padru; diramazione n. 2 per Sos Coddos - Pedru Gaias - Mazzinaiu
- SP 146 Bortigiadas - Giuncana
- SP 160 Abbiadori - Romazzino
- SP 163 Oddastru - La Galleria
- SP 166 Arzachena (Mulino) - Cannigione

## SP ex provincia di Nuoro
- SP exNU 1 SS 131dcn (San Teodoro) - SS 125 - San Teodoro - Ottiolu - Agrustos - Malamorì - SS 131dcn (Budoni)
- SP exNU 5 Sitagliacciu - SS 125 (Straulas)
- SP exNU 24 Budoni - San Pietro